# Ladislav Šerý
Ladislav Šerý (* 28. května 1958 Šternberk) je český spisovatel, filozof a překladatel.

## Život
Vystudoval francouzštinu a češtinu na Filosofické fakultě Univerzity Karlovy v Praze. V roce 1990 nastoupil jako odborný pracovník do Ústavu pro českou a světovou literaturu ČSAV, od roku 1992 přednášel moderní francouzskou literaturu na Filosofické fakultě UK. V letech 2002–2004 se podílel na rekonstrukci českého velvyslanectví v Paříži. Od roku 2005 působí na FAMU jako proděkan pro zahraniční vztahy.
Hojně překládá z francouzštiny (Artaud, Daumal, Bataille, Genet, Mandiargues, Camus, Queneau, Aumont, Gauthier, Jost, Balandier). Román Nikdy nebylo líp byl nominován na Literu za prózu.